# Ghiacciaio Exit
Il ghiacciaio Exit (Exit Glacier in inglese) è un ghiacciaio dell'Alaska centro-meridionale situato nella penisola di Kenai.

## Storia
Il nome del ghiacciaio è stato dato nel 1968 in occasione della prima attraversata del campo di ghiaccio Harding. In particolare il ghiacciaio è stata la via di uscita della spedizione partita dalla cittadina di Homer una settimana prima.

## Descrizione fisica
Il ghiacciaio nasce dal campo di ghiaccio Harding (Harding Icefield) dei monti Kenai (Kenai Mountains) della penisola di Kenai (Kenai Peninsula). Il ghiacciaio inoltre si trova nel parco nazionale dei Fiordi di Kenai (Kenai Fjords National Park), una delle maggiori attrazioni turistiche e naturali della penisola.
Le acque di scioglimento si dirigono verso un affluente del fiume Resurrection (Resurrection River), non ancora identificato, che sfocia nella baia Resurrection.
Il ghiacciaio è circondato dai seguenti monti (tutti appartenenti al gruppo montuoso del Kenai):
| Nome del monte (nome locale) | Altezza (m s.l.m.) | Coordinate             | Distanza e direzione dal ghiacciaio |
| ---------------------------- | ------------------ | ---------------------- | ----------------------------------- |
| Phoenix Peak                 | 1 423              | 60°07′21″N 149°32′19″W | 12 km verso est                     |
| Marathon Mountain            | 1 257              | 60°06′55″N 149°30′15″W | 14 km verso est                     |
| Bear Mountain                | 1 146              | 60°04′53″N 149°29′50″W | 16 km verso sud est                 |
| Mount Benson                 | 1 092              | 60°08′38″N 149°29′18″W | 14 km verso est                     |

Ghiacciai vicini al Exit sono il ghiacciaio Lowell (Lowell Glacier) (60°12′18″N 149°45′03″W) a 5 km verso nord e il ghiacciaio dell'Orso (Bear Glacier) (60°12′18″N 149°45′03″W) a 15 km verso sud
Questo ghiacciaio è un indicatore visibile del ritiro globale dei ghiacciai nordamericani: si è ritirato di 57 metri dal 2013 a 2014. Inoltre dal 1815 al 1999 il ghiacciaio si è ritirato con ritmo medio di 13 metri all'anno. Lungo la valle di accesso al ghiacciaio ai lati della strada sono state posizionate delle tabelle che indicano in quale anno (degli ultimi 120 anni) la fronte del ghiacciaio arrivava fino a quel punto. Pare che un tempo questo ghiacciaio si estendesse fino a Seward.

## Accessibilità
È uno dei ghiacciai di valle più accessibili dell'Alaska. Si trova a 14,5 km a nord-ovest della città di Seward. Una breve strada asfaltata (chiamata Herman Leirer), chiusa in inverno, conduce lungo la valle del ghiacciaio alla Exit Glacier Area con parcheggio del Kenai Fjords National Park (Parco nazionale dei Fiordi di Kenai). Da questo punto un sentiero (Edge of the Glacier Trail) con meno di 1/2 ora conduce al punto di osservazione più alto del ghiacciaio. Un altro sentiero (Harding Icefield Trail) di 14 chilometri (quindi quasi un'intera giornata) porta a circa 1 000 metri di quota dai quali si può vedere, oltre al ghiacciaio, anche il campo di ghiaccio Harding.

## Natura
Nelle vicinanze del ghiacciaio è possibile osservare i seguenti uccelli:
- Orso nero (American black bear)
- Marmotta (Marmota caligata) (Hoary marmot)
- Capra delle nevi (Mountain goat)
- Assiolo americano occidentale (Megascops kennicottii) (Western screech owl)
- Gufo della Virginia (Great horned owl)
- Civetta capogrosso (Boreal owl)
- Civetta acadica (Aegolius acadicus) (Northern saw-whet owl)
- Ghiandaia di Steller (Steller's jay)
- Gazza di Hudson (Pica hudsonia) (Black-billed magpie)
- Allodola golagialla (Eremophila alpestris) (Horned lark)
- Rondine verdeviola (Tachycineta thalassina) (Violet-green swallow)
- Zigolo delle nevi (Snow bunting)

## Alcune immagini del ghiacciaio

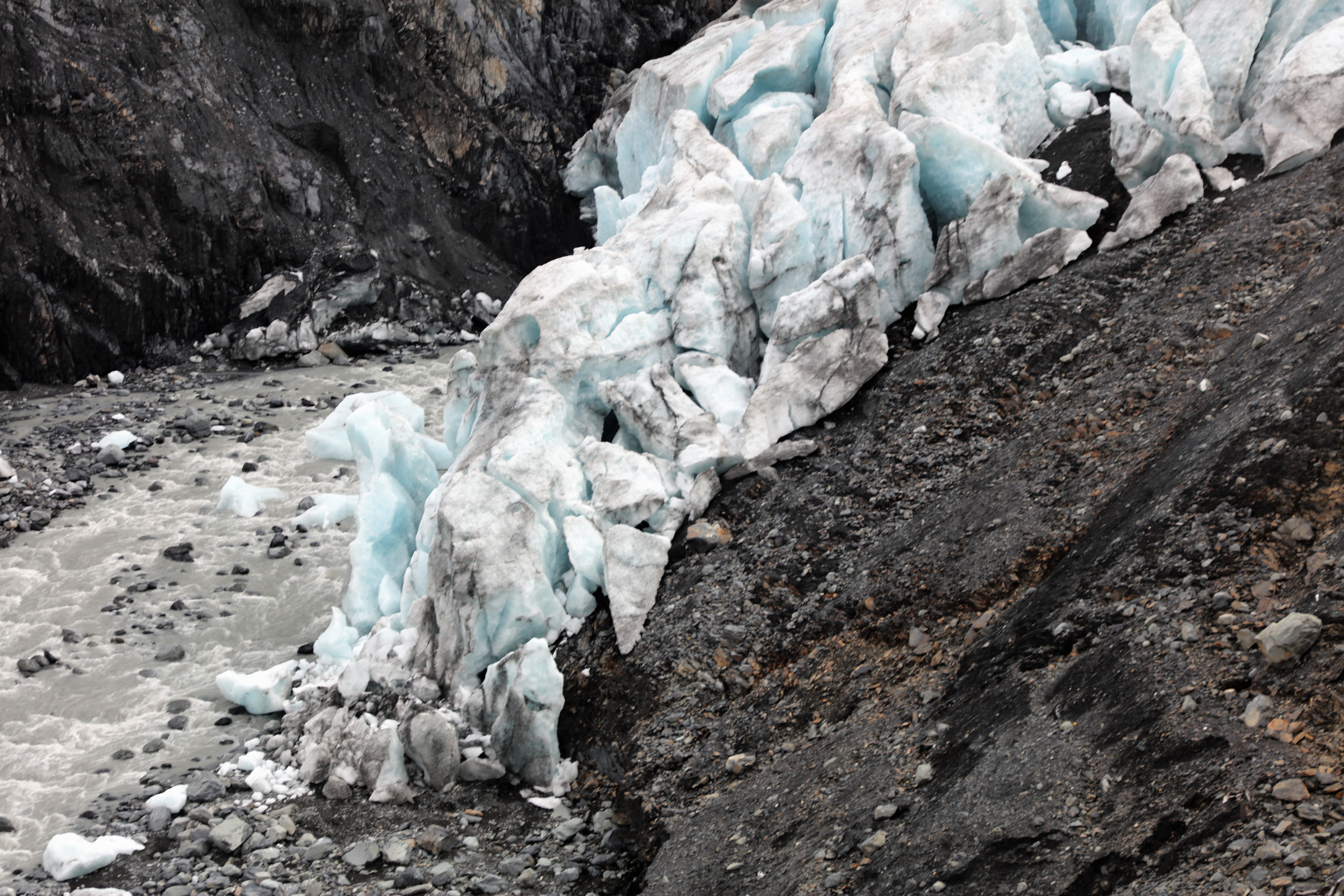
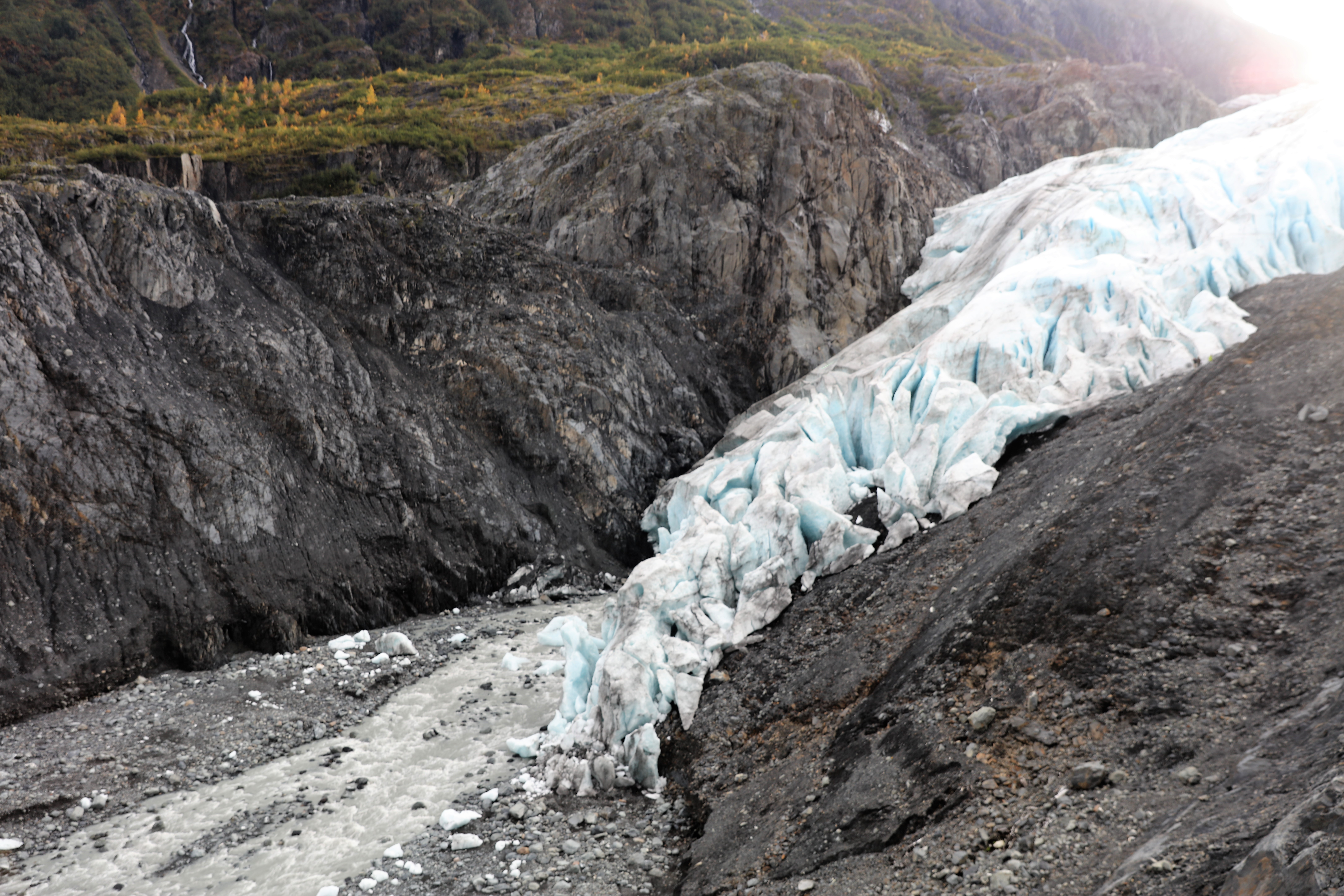
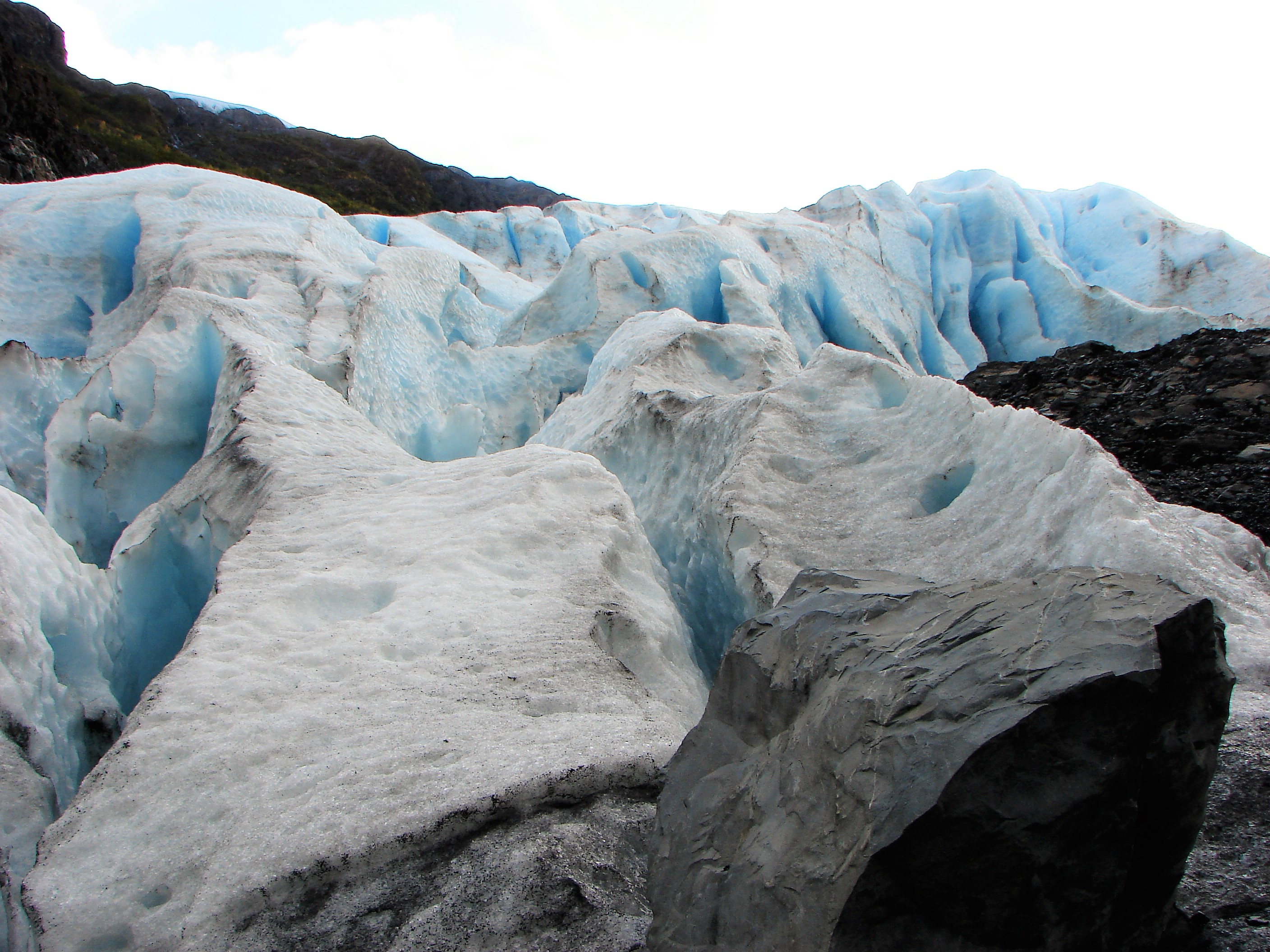
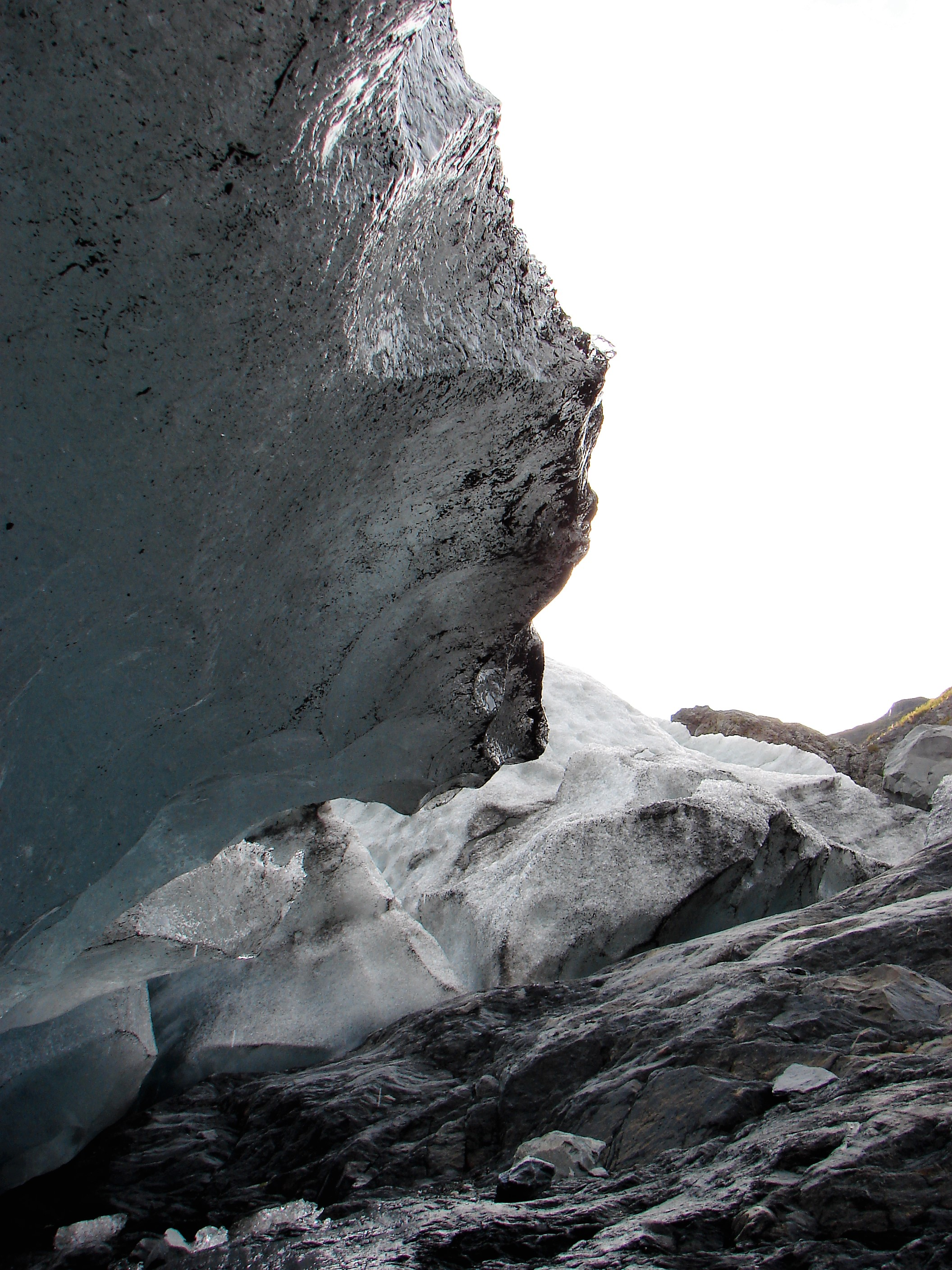
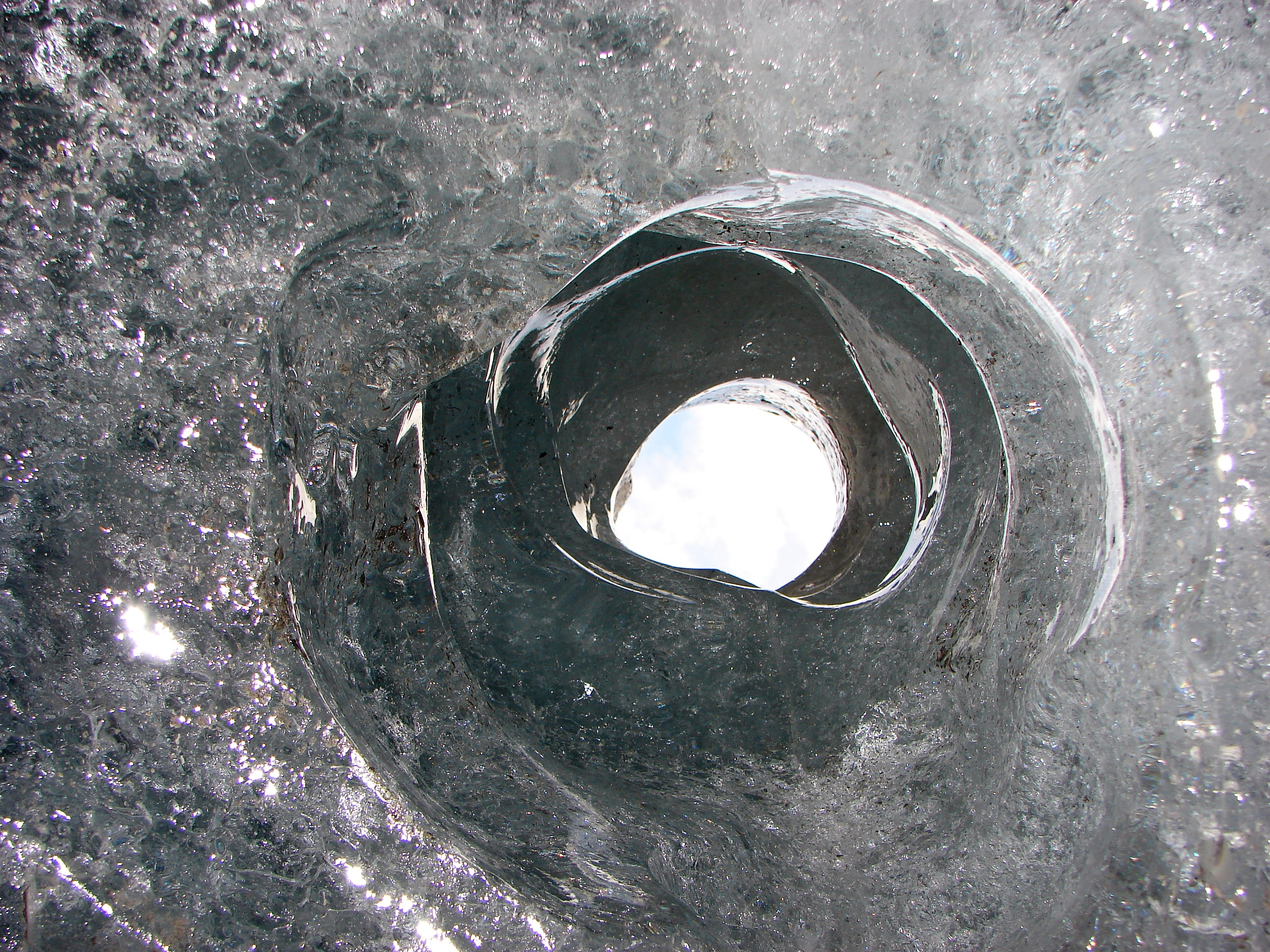
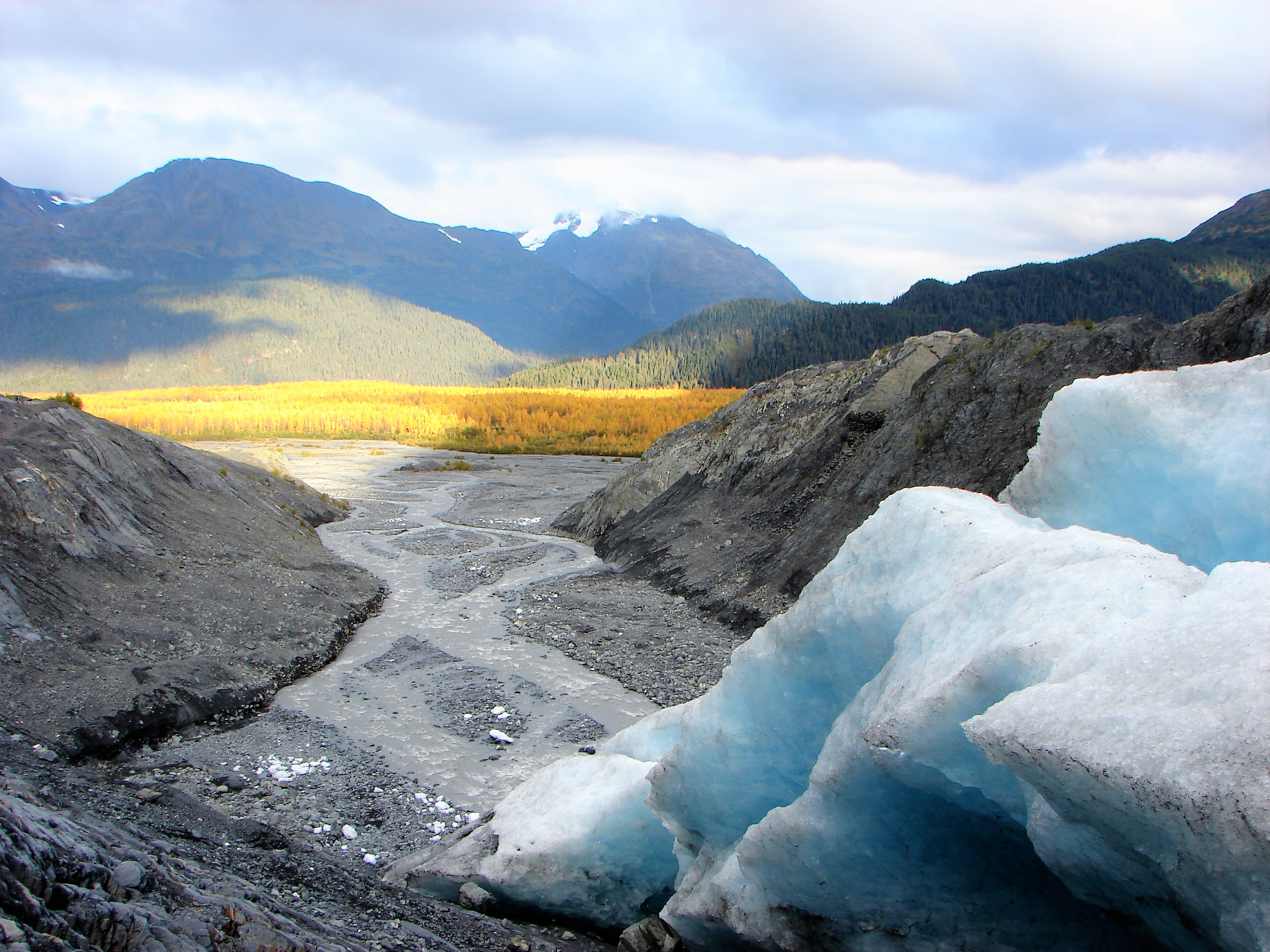
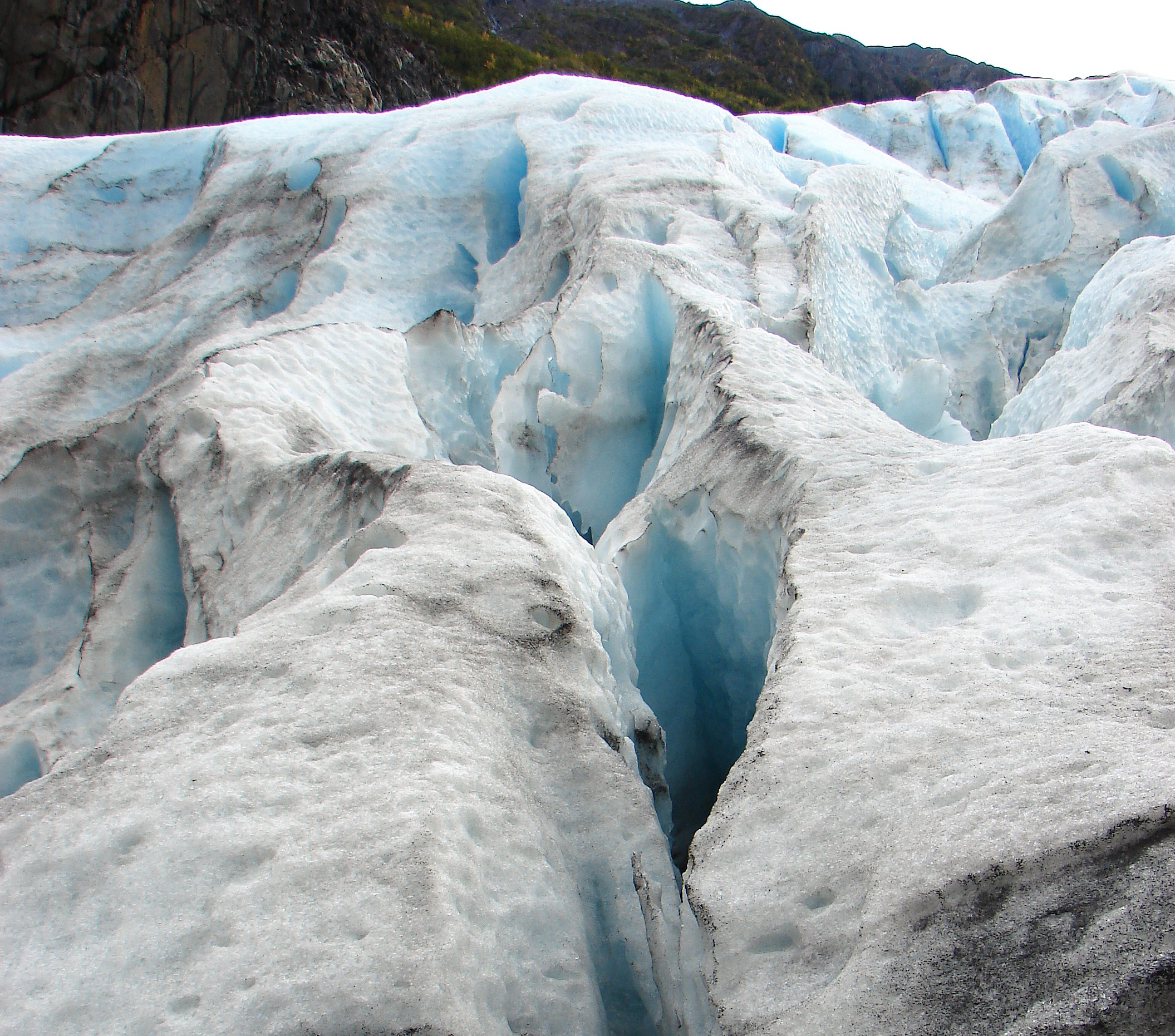